# حشيشة المبارك البيروية
حشيشة المبارك البيروفية (الاسم العلمي:Geum peruvianum) هي نوع غير مؤكد من النباتات تتبع جنس حشيشة المبارك من الفصيلة الوردية.